# Blues for Salvador
Blues for Salvador è il quarto album solista del chitarrista Carlos Santana del 1987, dedicato alla moglie Deborah.
L'album venne pubblicato senza l'aiuto della Santana Blues Band. Nel 1989, Santana vinse con quest'album il suo primo Grammy Award per il Best Rock Instrumental Performance.

## Tracce
1. Bailando / Aquatic Park (Santana, Thompson, Vilatò) - 5:46
2. Bella (Crew, Santana, Thompson) - 4:31
3. I'm Gone (Crew, Santana, Thompson) - 3:08
4. 'Trane (Santana) - 3:11
5. Deeper, Dig Deeper (Crew, Miles, Santana, Thompson) - 6:09
6. Mingus (Crew, Santana, Thompson) - 1:26
7. Now That You Know (Santana) - 10:29
8. Hannibal (Ligertwood, Pasqua, Rekow) - 4:28
9. Blues for Salvador (Santana, Thompson) - 5:57

## Formazione
- Carlos Santana - chitarra
- Oreste Vilató - voce, flauto, percussioni
- Chris Solberg - chitarra, tastiere
- Chester Thompson - tastiere
- Alphonso Johnson - basso
- Graham Lear - batteria, percussioni
- Tony Williams - batteria
- Alex Ligertwood - percussioni, voce
- Buddy Miles - voce
- Armando Peraza - percussioni, bongos, voce
- Raul Rekow - percussioni, congas, voce
- Greg Walker - voce